# 贡艾
贡艾（英语：Gunni，发音为“goon-eye”）据称是曾在澳大利亚马里斯维尔附近发现的一种头上长着鹿角形似袋熊的神秘生物。根据文献记录，贡艾长期被视为一种虚构的动物，首批于1860年代进入中部高地的淘金者用“充满想象力”的文笔和在粗制烈酒的作用下写下了最早的目击纪录。马里斯维尔游客信息中心展出了一个假的所谓贡艾的剥制标本以及包括琴鸟和利氏袋鼯在内的其它当地野生动物直至该中心被2009年维多利亚森林大火摧毁。 据报道，曾有3只贡艾被发现，这种生物通常被视为起源于2003年的一个骗局。